# Atanazy Grygoryj Wełykyj
Atanazy Grygoryj Wełykyj (ur. 5 listopada 1918 we wsi Turynka koło Żółkwi, zm. 24 grudnia 1982 w Rzymie) – ukraiński historyk kościoła greckokatolickiego, bazylianin.

## Życiorys
Po ukończeniu gimnazjum w 1933 wstąpił do nowicjatu do zakonu bazylianów. Pierwszego marca 1934 i przyjął imię Hawryła, które w 1941 zmienił na Atanazego. W latach 1935–1938 uczył się w Samborze i Dobromilu. Podczas wojny Atanazy Wełykyj przebywał w Ołomuńcu, a następnie w Pradze. W Pradze rozpoczął w 1941 studia na niemieckim Uniwersytecie Praskim Karola na wydziale teologicznym. 
W 1943 wysłano go na przymusowe roboty do Niemiec. W latach 1944–1945 ukończył jeden semestr teologii w Uniwersytecie w Würzburgu. Studia teologiczne kontynuował od 1948 na Gregoriańskim Uniwersytecie (Gregorianum) w Rzymie. Doktorat uzyskał w 1948 na podstawie dysertacji Die Lehre der Väter des dritten Jahrhunders von der Gottesliebe und Gottesfurcht. Równolegle ze studiami na Uniwersytecie Karola w Pradze był też słuchaczem Ukraińskiego Wolnego Uniwersytetu w Pradze na wydziale filozofii – studiował tam historię i ukrainoznawstwo (w 1944 – doktorat na podstawie pracy Ihumen Danyło Pałomnyk tajoho twir). W latach 1946–1949 uczęszczał na zajęcia w Papieskim Instytucie Orientalnym w Rzymie (Pontificio Istituto Orientale), który zakończył licencjatem. 
Ojciec Atanazy Wełykyj sprawował również funkcję wicerektora Kolegium św. Jozafata w Rzymie w latach 1948–1960 i był prorektorem w latach 1960–1963. Od 1948 do 1976 pracował w ukraińskiej sekcji Radia Watykańskiego, a w latach 1954–1963 był jej kierownikiem. W latach 1960–1964 był przewodniczącym Ukrainśkoho Bohosłowśkoho Towarystwa. W 1960 został sekretarzem Komisji Kościołów Wschodnich i w latach 1963–1965 w tym charakterze pracował przy II Soborze Watykańskim. W latach 1963–1976 sprawował funkcję protoarchimandryty zakonu bazyliańskiego.